# Kepler-954b
Kepler-954b es un planeta extrasolar que forma parte de un sistema planetario formado por al menos un planeta. Orbita la estrella denominada Kepler-954. Fue descubierto en el año 2016 por la sonda Kepler por medio de tránsito astronómico.